# جیمز تولکان
جیمز تولکان (به انگلیسی: James Tolkan) بازیگر آمریکایی و متولد ۲۰ ژوئن ۱۹۳۱ است. از فیلم‌های معروف او می‌توان به تاپ گان اشاره کرد.

## گزیده فیلم‌شناسی
- تاپ گان
- سرپیکو
- عشق و مرگ
- اشک‌های خورشید
- کسب و کار خانوادگی
- رودخانه
- نسخه اولیه ( (سریال تلویزیونی)
- بدون ضرب‌وشتم